# 則松東
則松東（のりまつひがし）は福岡県北九州市八幡西区の地名。則松東一丁目から二丁目の町がある。住居表示実施済み。郵便番号は807-0837。

## 地理
八幡西区の北部西側に位置し、西から北に則松、東から南に大字則松に接する。

### 河川
- 二級河川 金山川

## 地域の特徴
西縁を金山川が北流する。東端の一部を除いて平坦な土地である。一丁目の東側は南陽台とも呼ばれ、住宅地となっている。それ以外の地域には計測機器メーカー、自動車整備会社、建設会社、老人ホーム等の施設が立ち並んでいる。二丁目には則松東公民館がある。

## 歴史
この地域は、かつての則松村の枝郷、氏田村の一部であり、橋や自治町会にその名を残している。

### 沿革
- 2012年（平成24年）6月1日 - 則松東一丁目 - 二丁目新設[4]。

### 町名の変遷
| 実施内容          | 実施年月日               | 実施後       | 実施前         |
| ----------------- | ------------------------ | ------------ | -------------- |
| 町名新設 住居表示 | 2012年（平成24年）6月1日 | 則松東一丁目 | 大字則松の一部 |
| 町名新設 住居表示 | 2012年（平成24年）6月1日 | 則松東二丁目 | 大字則松の一部 |

## 世帯数と人口
2025年（令和7年）3月31日現在（北九州市発表）の世帯数と人口は以下の通りである。
| 町           | 世帯数  | 人口  |
| ------------ | ------- | ----- |
| 則松東一丁目 | 191世帯 | 405人 |
| 則松東二丁目 | 151世帯 | 279人 |
| 計           | 342世帯 | 684人 |

### 人口の変遷
国勢調査による人口の推移。
| 1995年（平成7年）  | - 人  | [ 5 ]  |  |
| 2000年（平成12年） | - 人  | [ 6 ]  |  |
| 2005年（平成17年） | - 人  | [ 7 ]  |  |
| 2010年（平成22年） | - 人  | [ 8 ]  |  |
| 2015年（平成27年） | 718人 | [ 9 ]  |  |
| 2020年（令和2年）  | 814人 | [ 10 ] |  |

### 世帯数の変遷
国勢調査による世帯数の推移。
| 1995年（平成7年）  | - 世帯  | [ 5 ]  |  |
| 2000年（平成12年） | - 世帯  | [ 6 ]  |  |
| 2005年（平成17年） | - 世帯  | [ 7 ]  |  |
| 2010年（平成22年） | - 世帯  | [ 8 ]  |  |
| 2015年（平成27年） | 266世帯 | [ 9 ]  |  |
| 2020年（令和2年）  | 320世帯 | [ 10 ] |  |

## 学区
市立小・中学校に通う場合、学区は以下の通りとなる。
| 町           | 街区 | 小学校               | 中学校               |
| ------------ | ---- | -------------------- | -------------------- |
| 則松東一丁目 | 全域 | 北九州市立則松小学校 | 北九州市立則松中学校 |
| 則松東二丁目 | 全域 | 北九州市立則松小学校 | 北九州市立則松中学校 |

## 施設

### 公共施設
- 則松東公民館

### 公園
- 南陽台公園
- 則松一号公園